# Záseka

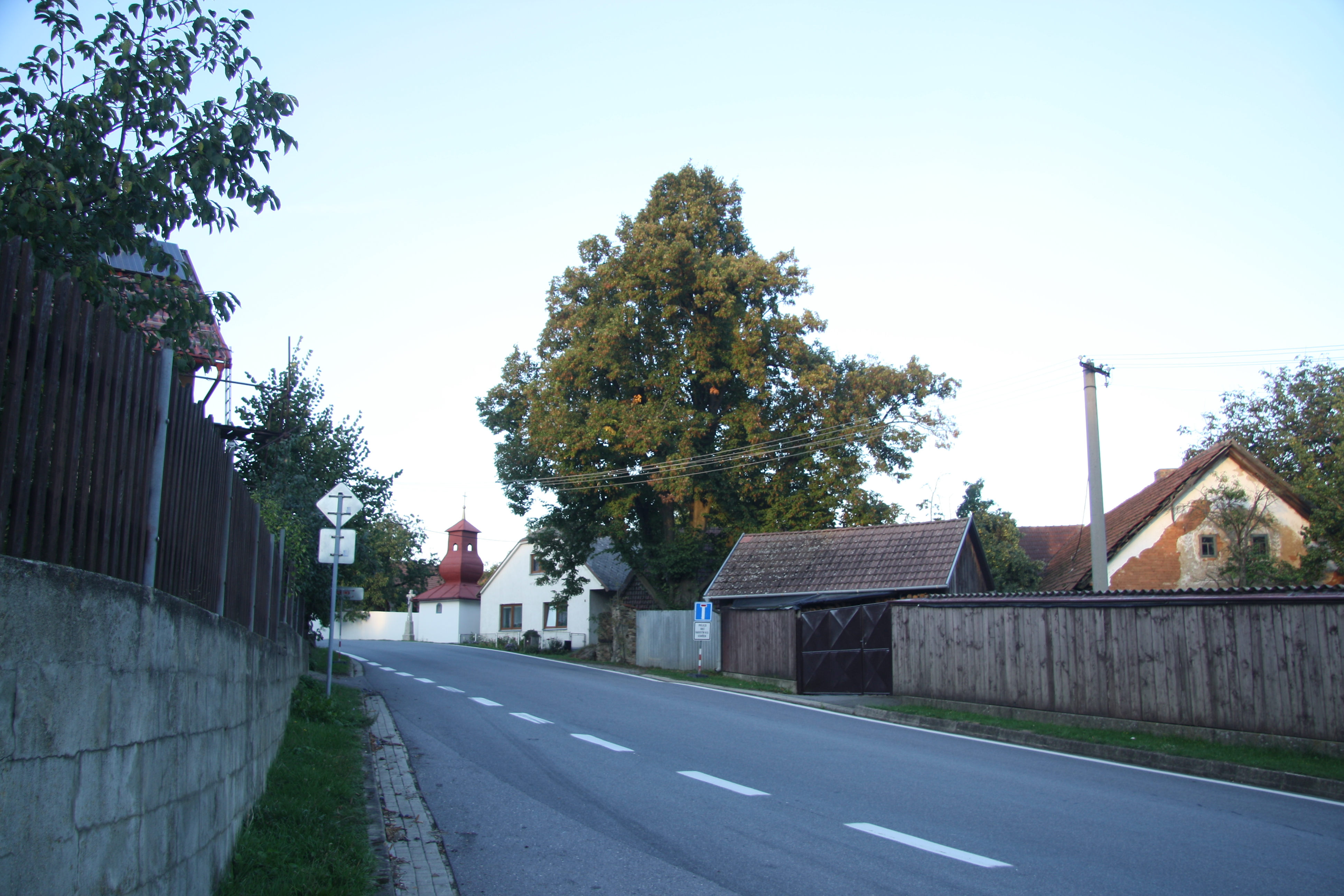
Záseka

Záseka (deutsch Zaseka, auch Saseka) ist ein Ortsteil der Gemeinde Netín in Tschechien. Er liegt neun Kilometer nordwestlich von Velké Meziříčí und gehört zum Okres Žďár nad Sázavou.

## Geographie
Záseka befindet sich am Rande der Arnolecké hory in der Böhmisch-Mährischen Höhe. Das Dorf liegt linksseitig über dem Tal des Křibský potok. Östlich des Dorfes befinden sich die Teiche Kněžský rybník und Otavnice im Südosten die Talsperre Mostiště. Im Nordosten erhebt sich am Tal der Oslava die Hora (549 m), südwestlich die Strážnice (608 m).
Nachbarorte sind Zahradiště im Norden, Krásněves im Nordosten, Dolní Bory im Osten, Olší nad Oslavou im Südosten, Netín im Süden, Dědkov im Südwesten sowie Horní Mlýn, Dolní Mlýn und Zadní Zhořec im Nordwesten.

## Geschichte
Záseka entstand in der ersten Hälfte des 18. Jahrhunderts, als sich um einige ältere Passeken in den zur Herrschaft Zhoř gehörigen Wäldern eine kleine Ansiedlung entwickelte. 1728 wurde Zhoř mit allem Zubehör zwangsversteigert und 1729 durch den Käufer Franz Graf Ugarte an die Herrschaft Velké Meziříčí angeschlossen, bei der das Dorf bis 1848 verblieb. 1750 hatte Záseka neun Einwohner. 1775 bestand der Ort aus der herrschaftlichen Schenke und sechs Chaluppen.
Nach der Aufhebung der Patrimonialherrschaften gehörte Záseka ab 1850 als Ansiedlung zur politischen Gemeinde Netín in der Bezirkshauptmannschaft Velké Meziříčí. Im Jahre 1961 erfolgte die Zuordnung zum Okres Žďár nad Sázavou, zugleich erhielt Záseka den Status eines Ortsteiles. 1980 wurde das Dorf zusammen mit Netín nach Radostín nad Oslavou eingemeindet. Seit 1990 ist Záseka wieder ein Ortsteil der Gemeinde Netín. 1991 hatte der Ort 27 Einwohner. Im Jahre 2001 bestand das Dorf aus 7 Wohnhäusern, in denen 27 Menschen lebten.

## Sehenswürdigkeiten
- Glockenturm und steinernes Kreuz am Dorfplatz, errichtet 1925
- Marmorkreuz aus dem Jahre 1904, am südlichen Ortsausgang an der Straße nach Netín
- Kněžský rybník (8,13 ha), östlich des Dorfes am Křibský potok, Erholungsgebiet mit Ferienhütten
- Dolní mlýn, die westlich von Záseka befindliche Untere Mühle entstand in der zweiten Hälfte des 19. Jahrhunderts und wurde bis 1954 betrieben. Heute dient sie als Wohngebäude.

## Söhne und Töchter des Ortes
- Richard Picbauer (1866–1955), Botaniker